# Porta San Pancrazio

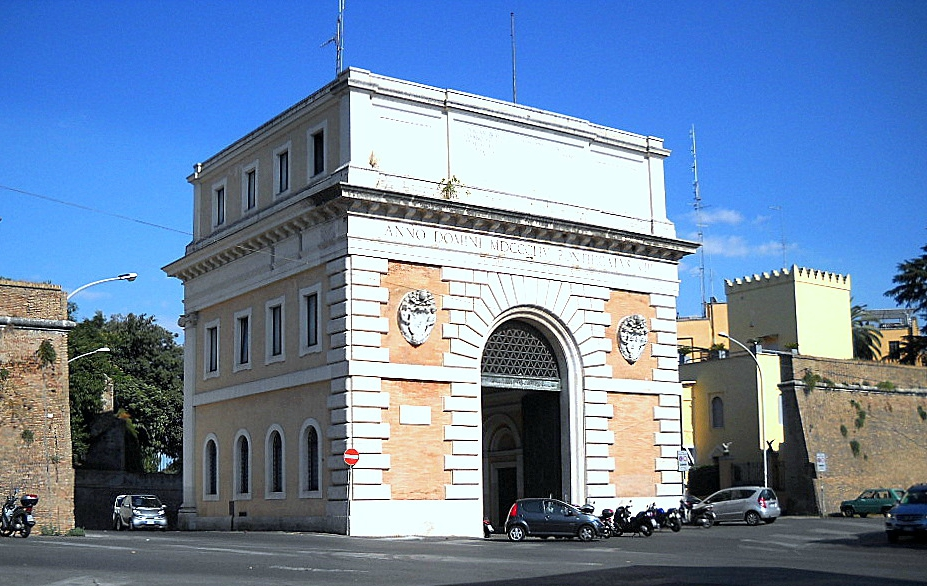
Porta San Pancrazio

Die Porta San Pancrazio ist eines der südlichen Tore der aurelianischen Stadtmauer Roms.

## Geschichte
Das Tor befindet sich in der Nähe der Gipfels des Gianicolo-Hügels. Sein erster Bau könnte auf die Spätzeit der Republik zurückgehen, als eine bescheidene Siedlung westlich des Tibers von einer kleinen Mauer umgeben war. Später bildete es die westliche Spitze des Dreiecks, das die im Jahr 270 von Kaiser Aurelian errichtete Mauer auf dem Hügel bildete.
Eines der wichtigsten Merkmale dieser 14. der von Kaiser Augustus eingeteilten regiones war die Tatsache, dass sie von der Via Aurelia vetus durchquert wurde, die von der Ponte Emilio aus den Hügel hinaufführte und die Stadt durch das nach der Straße benannte Tor verließ (und noch immer beginnt hier die neue Via Aurelia Antica, nachdem der Trasteverino-Abschnitt verloren ging). Der ursprüngliche Name des Tores war Porta Aurelia, obwohl auch die Namen „Gianicolense“ oder „Aureliana“ belegt sind, nach dem Namen des Konsuls, der die Verbindung geplant und gebaut hat. Die Bedeutung des nahen Grabes des christlichen Märtyrers Pankratius, der ihm geweihten Katakomben und Kirche, die Ziel zahlreicher Pilgerscharen waren, wurde auf der Konsularstraße so bedeutend, dass auch in diesem Fall, wie in vielen anderen, die Christianisierung eine neue Benennung der römischen Tore bewirkte und es bereits im 6. Jahrhundert den heutigen Namen erhielt.
In der Nähe, auf der Stadtseite, gab es auch öffentliche Mühlen, die sich in der Nähe der Wasserleitung Aqua Traiana befanden und bis zum Ende des Mittelalters in Betrieb waren.
Über sein ursprüngliches Aussehen ist nichts bekannt, und es könnte sogar an einem etwas anderen Ort gestanden haben. Dokumente aus dem 16. und 17. Jahrhundert lassen vermuten, dass es sich um einen einzigen Torbogen mit zwei viereckigen Türmen auf beiden Seiten gehandelt haben muss, was für alle zu Beginn des 5. Jahrhunderts von Kaiser Honorius durchgeführten Umbauten typisch ist. Das Gegentor hingegen diente bis 1849 als Gegentor zum Barocktor.
Die gesamte Porta San Pancrazio wurde im 17. Jahrhundert von Mattia de Rossi, einem Schüler von Gian Lorenzo Bernini anlässlich des Baus der von Papst Urban VIII. in Auftrag gegebenen neuen Stadtmauer Gianicolense teilweise umgestaltet. De’ Rossi hat lediglich das Tor beseitigt, das aurelianische Gegentor aber beibehalten. Die neue Mauer ersetzte den gesamten abgerissenen Abschnitt der aurelischen Mauer auf der rechten Seite des Tibers, einschließlich der Porta Portuensis und San Pancrazio, die von Grund auf neu aufgebaut wurden (das erste, das heutige Porta Portese, etwa 400 Meter weiter nördlich des Originalposition) im barocken Baustil.
Bekannt wurde das Tor durch die Kämpfe, die dort im April bis Juni 1849 zwischen den Streitkräften der Römischen Republik unter dem Kommando von Giuseppe Garibaldi und den französischen Truppen, die zum Schutz des Papsttums eingriffen, stattfanden. Bei diesen Kämpfen wurde das Tor durch französischen Beschuss zerstört. In seiner heutigen Form wurde es 1854 von dem Architekten Virginio Vespignani im Auftrag von Papst Pius IX. umgebaut und spielte am 20. September 1870 erneut eine wichtige Rolle, als die Truppen von General Bixio von hier aus in die Stadt einmarschierten, gleichzeitig mit denen, welche die Porta Pia passierten.

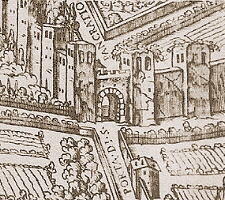
Druck mit der antiken Porta Aurelia

Anlässlich des Wiederaufbaus im 19. Jahrhundert wurde auf der Attika die folgende Inschrift angebracht:

“PORTAM PRAESIDIO URBIS IN IANICULO VERTICE
AB URBANO VIII PONT. MAX. EXTRUCTAM COMMUNITAM
BELLI IMPETU AN. CHRIST. MD CCC IL DISIECTAM
PIUS IX PONT. MAXIMUS
TABERNA PRAESIDIARIS EXCEPIENDIS
DIAETA VECTIGALIBUS EXIGENDIS
RESTITUIT
ANNO DOMINI MDCCCLIV PONTIFICATUS VIII
ANGELI GALLI EQ TORQUATO PRAEFECTO AERARII CURATORI”

Das Gebäude beherbergte sowohl die Räume für die Wache (taberna) als auch das Büro für die Mauteinhebung (vectigalibus exigendis).
Bereits im 5. Jahrhundert und mindestens bis zum 15. Jahrhundert ist eine Konzession oder der Verkauf der Stadttore an Privatpersonen zur Einhebung einer Maut für die Durchfahrt als normale Praxis bezeugt. Ein Dokument aus dem Jahr 1467 enthält eine Bekanntmachung, in der die Modalitäten für die Versteigerung der Stadttore für ein Jahr festgelegt sind. Aus einer Urkunde von 1474 erfahren wir, dass der Versteigerungspreis für das Tor von San Pancrazio „25 Fiorini, bol. XXI per sextaria“ („halbjährliche Rate“) betrug. Das war ein eher bescheidener Preis und daher muss auch der Verkehr für diese Passage bescheiden gewesen sein. Mindestens zwei Verträgen aus dem 15. Jahrhundert sind über die Pforte von San Pancrazio bekannt und von einem weiteren, der 1566 von Papst Pius V. an seinen Neffen Lorenzo Giberti vergeben wurde. Zumindest zu dieser Zeit muss der Verkehr in der Stadt für diese Durchfahrt recht beträchtlich gewesen sein, um einen angemessenen Gewinn für eine Person von solchem Rang zu gewährleisten. Diese Einkünfte wurden durch genaue Tabellen über die Tarife für jede Art von Waren geregelt, die jedoch durch zahlreiche Missbräuche verschiedener Art angehoben wurden, wenn man die Zahl der erlassenen Erlasse, Edikte und Drohungen betrachtet.
Heute ist die Porta San Pancrazio Sitz der Associazione Nazionale Veterani e Reduci Garibaldini mit einem angeschlossenen Garibaldi-Museum (das auch der italienischen Partisanendivision „Garibaldi“ gewidmet ist, die zwischen 1943 und 1945 aktiv war).